# 河田チリジ
河田 チリジ（かわた ちりじ、1989年6月10日 - ）は、日本の男子プロバスケットボール選手である。南アフリカ共和国ヨハネスブルグ出身。B.LEAGUEの三遠ネオフェニックス所属。日本に帰化する以前の旧名はチリジ・ネパウェ（英語: Tshilidzi Nephawe)。

## 来歴
トホイアンドゥー近郊のムパプリ中学校に通い、リンポポ州選抜としてプレー。
ニューメキシコ州立大学を経て来日し、熊本ヴォルターズでプロデビュー。仙台89ERS、バンビシャス奈良、熊本ヴォルターズ、福島ファイヤーボンズ、広島ドラゴンフライズを経て、2021-2022シーズンより新潟アルビレックスBBに加入。

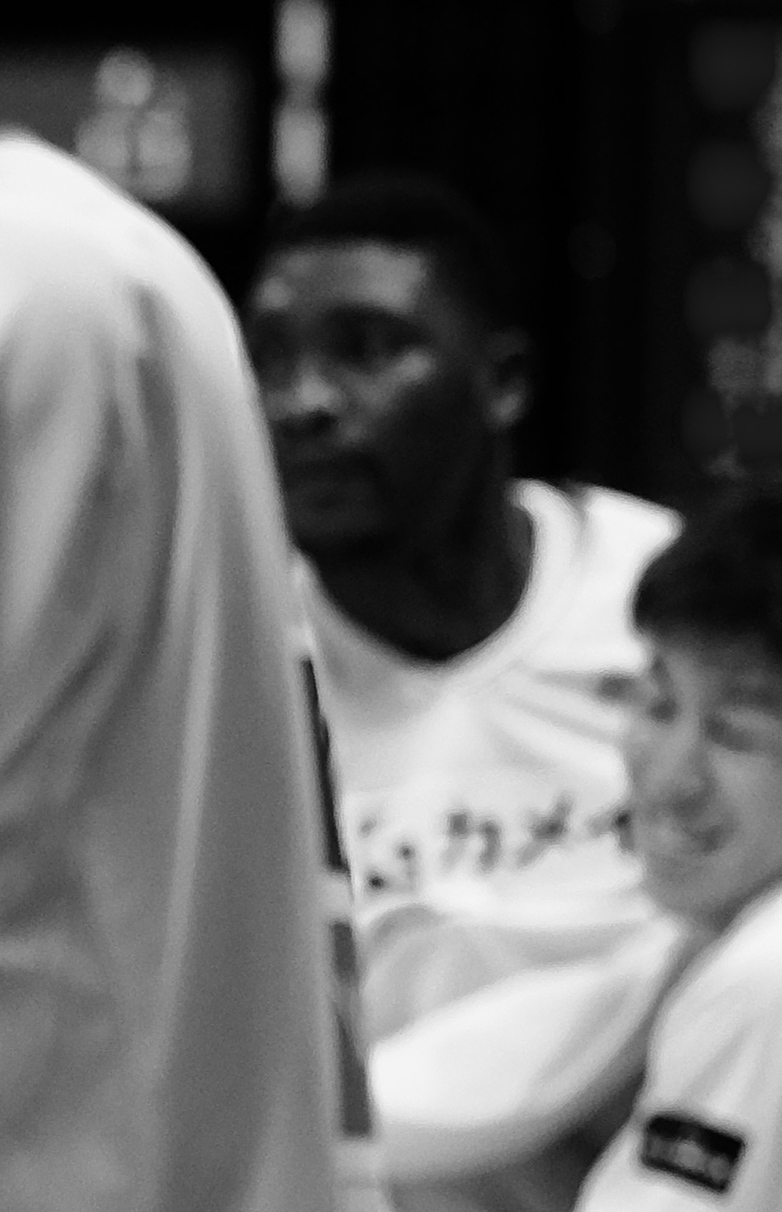
旧写真

その後京都ハンナリーズでプレーした後、2022年12月に古巣広島に練習生として加入した。その後2023年10月に日本国籍を取得したのに伴い広島と選手契約を結んだ。
2025年7月14日、三遠ネオフェニックスと契約を結んだ。